# Lubuagan
Lubuagan is een gemeente in de Filipijnse provincie Kalinga in het noorden van het eiland Luzon. Bij de laatste census in 2007 had de gemeente ruim 10 duizend inwoners.

## Geografie

### Bestuurlijke indeling
Lubuagan is onderverdeeld in de volgende 9 barangays:
| - Antonio Canao - Dangoy - Lower Uma - Mabilong - Mabongtot | - Poblacion - Tanglag - Uma del Norte - Upper Uma |

## Demografie
Lubuagan had bij de census van 2007 een inwoneraantal van 10.183 mensen. Dit zijn 308 mensen (3,1%) meer dan bij de vorige census van 2000. De gemiddelde jaarlijkse groei komt daarmee uit op 0,42%, hetgeen lager is dan het landelijk jaarlijks gemiddelde over deze periode (2,04%). Vergeleken met de census van 1995 is het aantal mensen met 286 (2,9%) toegenomen.

De bevolkingsdichtheid van Lubuagan was ten tijde van de laatste census, met 10.183 inwoners op 234 km², 43,5 mensen per km².